# Prefectura de Magnesia
La prefectura de Magnesia (en griego Μαγνησία Magnisia) era una de las cuatro prefecturas griegas en las que se subdividía Tesalia.

Se encuentra al este, sobre una gran bahía del mar Egeo, el golfo Pagasético, formado por el promontorio del monte Pelión y delimitado por la parte septentrional de la isla de Eubea. Confina al sur con la prefectura de Ftiótide y al noroeste con la de Larisa. Su capital era la ciudad de Volos, donde vivía el 70% de la población de la prefectura.
El 1 de enero de 2011, con la nueva división administrativa de Grecia se dividió en dos unidades periféricas: Magnesia y Espóradas.

## Historia

### Antigüedad
Según el poema Eeas (griego antiguo Ηοίαι) o Catálogo de mujeres, atribuido a Hesíodo, en el origen del nombre de los griegos estaba Greco hijo de Zeus y Pandora (que tenía el mismo nombre que su abuela Pandora, hermana de Helén e hija de Deucalión y Pirra). Zeus tuvo dos hijos más con Tuya, otra hija de Deucalión: Magnes y Macedón. Ambos hermanos junto con los tres hijos de Helén, Doro, Juto (con sus hijos Ion y Aqueo) y Eolo, eran el conjunto de progenitores de las antiguas tribus que formaron la nación Antigua Grecia. Magnes gobernó la región y a sus gentes bajo su nombre. Magnesia era también la tierra natal de los héroes Jasón, Peleo y de su hijo Aquiles. 
La palabra magneto proviene del griego magnítis líthos (μαγνήτης λίθος), cuyo significado es 'piedra magnesia'. Los nombres de los elementos magnesio y manganeso derivan también del nombre de esta región. Los magnetes contribuyeron a la colonización griega con las ciudades que fundaron en el siglo VII a. C., Magnesia del Sipilos en Lidia, y Magnesia del Meandro en Jonia.